# Logiciel de filtrage
Pour les articles homonymes, voir filtrage.

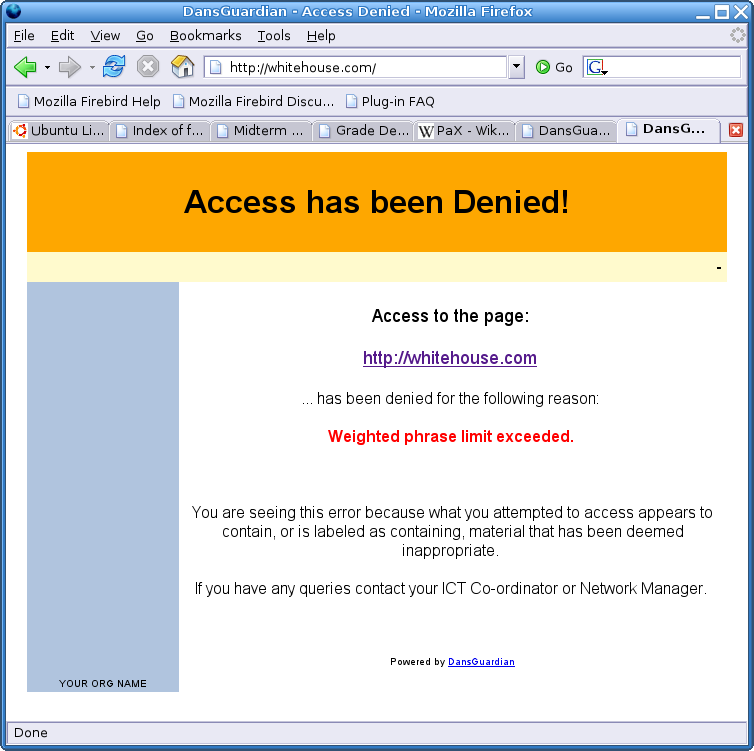
DansGuardian bloque le site web whitehouse.com.

Un logiciel de contrôle de contenu en anglais : content-control software, également connu sous le nom de logiciel de censure ou logiciel de filtrage Web, désigne un logiciel conçu et optimisé pour contrôler ce qui est autorisé à un lecteur, en particulier lorsqu'il est utilisé pour restreindre la documentation fournie sur le Web.
Le logiciel de filtrage détermine les contenus qui seront disponibles sur une machine ou un réseau, le but est essentiellement d'empêcher les personnes de voir le contenu que le(s) propriétaire(s) de l'ordinateur ou d'autres autorités considèrent comme étant ou pouvant être répréhensible; lorsqu'il est imposé sans le consentement de l'utilisateur, le contrôle du contenu peut constituer une censure. Les cas courants d'utilisation de ces logiciels impliquent les parents qui souhaitent limiter les sites auxquels leurs enfants puissent accéder à partir de leurs ordinateurs, des écoles assurant la même fonction en ce qui concerne les ordinateurs disponibles à l'école, et les employeurs qui veulent restreindre le contenu pouvant être consulté par leurs employés au travail. Certains logiciels de contrôle de contenu incluent le temps dans les fonctions de contrôle, ce qui permet aux parents de fixer la durée à laquelle les enfants auront droit pour l'accès à Internet, ou pour jouer à des jeux vidéo ou autres activités.
Dans certains pays, de tels logiciels sont omniprésents. À Cuba, si l'utilisateur tape un mot-clé de dissidence, le traitement de texte ou le navigateur web est automatiquement fermé, et une alerte "sécurité de l'État" est donnée.

## Terminologie
Cet article utilise le terme « contrôle des contenus », terme également utilisé par CNN à l'occasion, le magazine Playboy et le New-York Times. Cependant, deux autres termes, « logiciel de censure » et « logiciel de filtrage Web », quoique plus controversés, sont souvent utilisés.
Les entreprises qui fabriquent des produits qui bloquent sélectivement les sites Web ne font pas référence à ces produits comme logiciel de censure et préfèrent employer des termes tels que "filtre Internet" ou "URL Filter"; dans le cas des logiciels conçus spécifiquement pour permettre aux parents de surveiller et de restreindre l'accès de leurs enfants, l'expression "logiciel de contrôle parental" est également utilisé. Certains produits enregistrent toutes les adresses des sites auxquels l'utilisateur se connecte, les classe selon le type de contenu puis en transmet le rapport à une personne désignée comme étant "partenaire de responsabilité", et le terme de "logiciel de responsabilité" est alors utilisé. Filtres Internet, logiciel de contrôle parental, et / ou logiciel de responsabilité peuvent également être combinés en un seul produit.
Cependant, les critiques à l'égard de ces logiciels utilisent le terme "logiciel de censure" librement : consulter le site "The Censorware Project", par exemple. L'utilisation du terme "logiciel de censure" dans des éditoriaux critiquant les fabricants de tels logiciels est très répandu et couvre de nombreuses et différentes variétés d'applications: Xeni Jardin a utilisé le terme dans un éditorial du 9 mars 2006 dans le New-York Times lors d'un débat sur l'utilisation d'un logiciel de filtrage américain réalisé pour supprimer du contenu en Chine; le même mois, un étudiant de niveau secondaire, utilisa aussi ce terme pour parler du déploiement de ces logiciels dans son district scolaire.
Seth Finkelstein, un avocat anti-logiciel de censure et bénéficiaire du prix EFF Pioneer Award, a décrit ce qu'il considérait comme une terminologie de combat, lors d'une audition à la Bibliothèque du Congrès en 2003 :
Je pense que la meilleure action de relations publiques que les entreprises de logiciel de censure n'aient jamais eu, c'est d'obtenir le mot "filtre" attaché à leurs produits. Lorsque vous pensez à un filtre anti-spam, par exemple, vous pensez à quelque chose que vous ne voulez pas voir. Mais, là encore, comme je l'ai dit précédemment, le "logiciel de censure" n'est pas comme un filtre anti-spam. Un logiciel de censure, c'est une autorité qui peut éviter qu'un sujet relevant de son contrôle ne fasse usage de la matière qu'elle lui a interdit. Cette description est générale.
En général, en dehors des pages éditoriales comme décrit ci-dessus, les journaux traditionnels n'utilisent pas le terme "logiciel de censure" dans leurs rapports, préférant plutôt utiliser des termes tels que le "filtrage de contenu", le "contrôle du contenu", ou le "filtrage Web", le New-York Times et le Wall Street Journal, tous deux semblant suivre cette pratique. D'autre part, sur le Web des journaux tels que CNET utilisent le terme dans les deux contextes éditorial et journalistique, par exemple, "Windows Live to Get Censorware." (Windows Live devient "Logiciel de Censure").

## Questions
Des filtres peuvent être mis en place de différentes façons: par un logiciel sur un ordinateur personnel ou par les serveurs fournissant un accès à Internet. Choisir un fournisseur d'accès à Internet (FAI) qui bloque l'objet répréhensible avant qu'il n'entre dans la maison peut aider les parents qui s'inquiètent que leurs enfants voient s'afficher sur leurs écrans des contenus répréhensibles.
Ceux qui croient que le logiciel de contrôle de contenu est utile peuvent ne pas toujours être d'accord avec certaines utilisations qui en sont faites, d'où l'obligation d'une information et d'un accord sur le règlement général. Par exemple, nombreux sont ceux qui désapprouvent le filtrage d'un point de vue politique ou moral, en reconnaissant que cela peut devenir un soutien pour la propagande. Beaucoup trouve inacceptable qu'un FAI, qu'une loi ou que le FAI qu'ils ont eux-mêmes choisi, puissent déployer de tels logiciels sans permettre aux utilisateurs de désactiver le filtrage de leurs propres connexions. En outre, certains soutiennent que l'utilisation du logiciel de contrôle de contenu peut violer les articles 13 et 17 de la Convention relative aux droits de l'enfant. En 1998, le tribunal fédéral du district de Virginie aux États-Unis a statué que le décret d'obligation de filtrage dans une bibliothèque publique viole le premier amendement de la Charte des droits des États-Unis.

## Historique
Comme le World Wide Web a pris de l'importance, les parents, conduit par une série de reportages dans les médias, ont commencé à craindre que le fait d'autoriser leurs enfants à utiliser le Web pourrait les exposer à des choses indécentes. Le Congrès américain a réagi en faisant passer le Communications Decency Act, interdisant l'indécence sur l'Internet. Les Groupes de Libertés Civiles ont contesté la loi en vertu du Premier amendement et la Cour suprême a statué en leur faveur. Une partie de l'argument des Libertés Civiles, en particulier des groupes comme l'Electronic Frontier Foundation, a été que les parents qui veulent bloquer les sites peuvent utiliser leurs propres logiciels de filtrage de contenu, rendant inutile la participation du gouvernement.
La critique a fait alors valoir qu'il est peu probable que le logiciel de filtrage de contenu puisse faire la censure du gouvernement, il le fera seulement en permettant à des sociétés privées de censurer à leur guise. Ils ont en outre fait valoir que l'encouragement du gouvernement à filtrer le contenu, ou à imposer par la loi un logiciel se référant à un contenu labellisé, serait l'équivalent d'une censure.
Bien que, courant de graves risques d'être poursuivi avec pour charge infraction aux droits d'auteur, violation des secrets commerciaux, ou violation de licence, des groupes tels que "Censorware Project" ont commencé le désassemblage du logiciel de contrôle de contenu et le décryptage des listes noires afin de déterminer quel type de sites le logiciel a bloqué. Ils ont découvert que de tels outils bloquaient régulièrement des sites aux contenus non répréhensibles, tout en manquant leur cible. Un exemple de cette tendance était le filtrage de tous les sites contenant le mot "poitrine", sur l'hypothèse que ce mot ne peut être mentionné dans un contexte sexuel. Cette approche a pour conséquence de bloquer les sites qui traitent le cancer du sein, de vêtements pour femmes, et même des recettes de poulet. De même, les excès de zèle des tentatives de bloquer le mot "sexe" bloquerait des mots tels que "Essex" et "Sussex". Pour une raison inconnue, un filtre a bloqué la recherche du mot «avaler». Le logiciel de contrôle de contenu a été cité comme l'une des raisons qui ont fait décidé le Beaver College à changer son nom en Arcadia University, du fait que le logiciel de contrôle du contenu avait reçu l'ordre de bloquer l'accès à son site Web.
Certaines sociétés de logiciel de contrôle de contenus ont répondu en affirmant que leurs critères de filtrage ont été soutenus par le manuel du contrôle intensif. Les entreprises adversaires ont fait valoir, d'autre part, que pour le nécessaire contrôle de l'exécution, il faudrait plus de ressources que les sociétés n'en possèdent et que par conséquent leurs revendications ne sont pas valables.
De nombreux types de logiciel de contrôle du contenu ont bloqué des sites sur la base des tendances politiques et religieuses de la société propriétaire. Par exemple, le blocage de plusieurs sites religieux (y compris le site Web du Vatican), de nombreux sites politiques, et des sites gay et lesbiens. Il a été démontré que X-Stop avait bloqué des sites tels que le site Web de Quaker, du National Journal of Sexual Orientation Law, de la Fondation du patrimoine, et des parties de The Ethical Spectacle. Cybersitter bloque des sites comme National Organization for Women. Nancy Willard, une chercheuse universitaire et avocate, a établi un rapport sur les relations étroites entre les organisations chrétiennes conservatrices et les sociétés fournissant des logiciels de filtrage aux écoles publiques des États-Unis et aux bibliothèques. D'après son examen de la documentation mise à disposition du public, elle a conclu que sept des logiciels de filtrage ont effectué le blocage des sites Web basés sur la religion ou fait preuve d'autres manques d'impartialité inappropriés.
La plupart des logiciels de contrôle de contenu sont commercialisés à des organisations ou des parents. Toutefois, il est également annoncé à l'occasion la volonté de faciliter l'auto-censure par les personnes aux prises avec la dépendance à Internet. Ces accros de la pornographie en ligne ou du jeu, des salons de chat ou de l'internet en général, souhaitent se voir empêcher ou limiter leur propre accès.
Un certain nombre de produits de type logiciel de responsabilité, tels que Covenant Eyes ou Pacte X3Watch ont récemment fait leur apparition : un grand nombre d'entre eux, commercialisés en tant que logiciel de responsabilité ou d'auto-censure, sont promus à travers les églises et les médias religieux.
Microsoft MSN Messenger en mode silencieux supprime tous les messages en prenant modèle sur le service de recherche Scroogle du Web. Les filtres peuvent également commettre des erreurs préjudiciables, ce qui a affecté la Horniman musée Porn filters have a field day on Horniman Museum.
Le site Peacefire.org a affiché des informations sur certaines pages qui ont été bloquées et il a ensuite été ajouté à la Blacklist (liste noire). L'entreprise Solid Oak Software a promis dans un rapport sur leur logiciel de filtrage Cybersitter que les pages du site Peacefire "ne seraient bloquées que si seulement elles devaient l'être."

## L'étiquetage du contenu
L'étiquetage du contenu peut être considéré comme un autre versant du logiciel de contrôle de contenu. En 1994, l'Internet Content Rating Association (ICRA) - qui fait maintenant partie de la famille Online Safety Institute - a mis au point un système de classification des contenus en ligne pour les hébergeurs de sites. En utilisant un questionnaire en ligne, un webmaster décrit la nature de ses contenus Web. Un petit fichier est généré qui contient un condensé, l'ordinateur intègre cette description qui peut ensuite être utilisé par les logiciels de filtrage de contenu, afin de bloquer ou permettre l'accès à ce site.
Les étiquettes de l'ICRA sont disponibles dans une variété de formats. Ils regroupent notamment ceux de la World Wide Web Consortium's Resource Description Framework (RDF), ainsi que ceux de la plate-forme pour la sélection du contenu Internet (PICS) étiquettes utilisées par Internet Explorer Content Advisor de Microsoft.
Les labels de l'ICRA sont un exemple d'auto-étiquetage. De même, en 2006, l'Association of Sites Advocating Child Protection (ASACP) a lancé l'initiative de l'auto-étiquetage "Réservé aux adultes". Les membres de l'ASACP étaient préoccupés par le fait que les diverses formes de la législation proposée à l'intérieur des États-Unis vont avoir pour effet de forcer les entreprises à étiqueter "Adulte" leur contenu. L'étiquette de la RTA, à la différence des étiquettes de l'ICRA, n'a pas besoin d'un webmaster de remplir un questionnaire ou inscrivez-vous à utiliser. À l'instar de la RTA, l'étiquetage ICRA est gratuit. Les deux labels sont reconnus par une grande variété de logiciel de contrôle de contenu.
Le système volontaires Content Rating (VCR) a été conçu par Solid Oak Software pour son logiciel de filtrage Cybersitter, et est présenté comme une alternative au système PICS que certaines critiques jugent trop complexes. Il emploie des balises HTML de métadonnées intégrées dans la page web des documents qui permettent de préciser le type de contenu dans le document. Seulement deux niveaux sont définis, Maturité et Adulte, ce qui rend le cahier des charges extrêmement simple.

## Utilisation dans les bibliothèques publiques

### États-Unis
L'utilisation des filtres Internet ou de logiciel de contrôle de contenu est très variable dans les bibliothèques publiques aux États-Unis, depuis que l'usage de l'Internet a été instauré par le conseil de bibliothèque. Beaucoup de bibliothèques ont adopté des filtres Internet après le Congrès accepta le principe d'un service minimum universel d'accès à Internet à condition que soient utilisés des filtres par le biais de la loi Children's Internet Protection Act (CIPA).
D'autres bibliothèques ont décidé de ne pas installer de logiciel de contrôle de contenu, estimant suffisants les efforts fait en matière de politique éducative envers les enfants dont l'âge soulève la question des contenus inappropriés, tout en préservant le droit des adultes au libre accès à l'information.
Certaines bibliothèques utilisent des filtres Internet sur les ordinateurs utilisés par les enfants seulement. Certaines bibliothèques qui utilisent un logiciel de contrôle de contenu permettent au logiciel d'être désactivé au cas par cas, sur demande à un bibliothécaire. Les bibliothèques qui sont soumis à la loi CIPA (Children's Internet Protection Act) sont tenues d'avoir une politique permettant aux adultes de demander que le filtre soit désactivé sans avoir à expliquer les raisons de leur demande.
De nombreux juristes pensent qu'un certain nombre de cas juridiques, en particulier Reno v. American Civil Liberties Union, a établi que l'utilisation de logiciels de contrôle de contenu dans les bibliothèques est une violation du premier amendement. La Children's Internet Protection Act [CIPA], à la suite de la décision de justice de juin 2003 relative à l'affaire United States v. American Library Association, fut déclarée constitutionnelle lorsqu'elle pose une condition à la réception de fonds du gouvernement fédéral, sous motif que le Premier amendement a dissipé les inquiétudes liées à la loi grâce à la disposition permettant aux utilisateurs de la section adulte de la bibliothèque à avoir le logiciel de filtrage désactivé, sans avoir à expliquer les raisons de leur demande. La pluralité de décision laisse cependant ouvert un front à gauche et donne matière à un défi constitutionnel. En novembre 2006, une poursuite a été déposée contre le North Central Regional Library District (NCRL) dans l'État de Washington pour sa politique de refus de désactiver les restrictions à la demande des clients adultes.
En mars 2007, la Virginie a voté une loi similaire à la loi CIPA qui exige que les bibliothèques publiques recevant des fonds publics utilise un logiciel de contrôle de contenu. Comme la loi CIPA, la loi oblige les bibliothèques à désactiver les filtres lorsqu'un utilisateur adulte le demande.

### Australie
L'Australian Internet Safety Advisory Body (Conseil consultatif Australien de Sécurité sur Internet) donne des informations telles que "des conseils pratiques sur la sécurité sur Internet, le contrôle parental et les filtres pour la protection des enfants, des étudiants et des familles», qui concernent également les bibliothèques publiques.
NetAlert, le logiciel mis à disposition gratuitement par le gouvernement australien, aurait été cracké par un étudiant de 16 ans, Tom Wood, moins d'une semaine après sa sortie en août 2007. Wood censé ignorer le filtre de 84 millions de dollars, mit environ une demi-heure à mettre en évidence des problèmes liés à l'approche du gouvernement du filtrage de contenu sur Internet.
Le Gouvernement australien a présenté un projet de loi qui impose au FAI de "limiter selon l'âge l'accès à tout contenu (commercial et contenu MA15 + R18 + contenu), hébergé ou pas en Australie", qui doit rentrer en application à partir du 20 janvier 2008, connue sous le nom de Cleanfeed.
Cleanfeed est un projet de loi qui impose aux FAI un système de filtrage de contenu. Il a été proposé par l'Australie Beazley qui a conduit le Parti d'opposition travailliste en 2006, communiqué de presse, avec l'intention de protéger les enfants qui sont vulnérables en raison de l'analphabétisme informatique revendiquée de leurs parents. Il a été annoncé le 31 décembre 2007 comme faisant partie d'une politique à mettre en œuvre par le gouvernement de Rudd ALP, et les premiers tests en Tasmanie ont produit un rapport de 2008. Cleanfeed est financé dans le budget actuel, et se dirige vers une déclaration d'intérêt pour des essais avec les FAI en 2008. L'opposition du public et des critiques ont vu le jour, dirigée par l'EPT et captent irrégulièrement l'attention des médias, avec des sondages montrant qu'une majorité d'Australiens seraient fortement contre sa mise en œuvre.
Les Critiques évoquent ses frais, son imprécision (il sera impossible d'assurer que seuls des sites illicites sont bloqués), et le fait qu'il sera obligatoire, ce qui peut être vu comme une intrusion sur la liberté d'expression des droits. Cleanfeed est sous la responsabilité du portefeuille du sénateur Conroy.

### Danemark
Au Danemark, il existe une politique établie qui vise à "éviter l'accès à des sites inappropriés à partir des bibliothèques pour enfants de tout le pays." «Il est important que toutes les bibliothèques dans le pays aient la possibilité de protéger les enfants contre le matériel pornographique, quand ils sont à la bibliothèque et qu'ils utilisent des ordinateurs. Il est l'une des principales priorités pour moi en tant que ministre de la Culture de m'assurer que les enfants peuvent surfer sur le net en toute sécurité dans les bibliothèques », affirme Brian Mikkelsen dans un communiqué de presse du ministère danois de la Culture.

## Le contournement des filtres
Certains logiciels peuvent être contournés avec succès en utilisant d'autres protocoles tels que FTP ou telnet ou HTTPS, en effectuant des recherches dans une langue différente, en utilisant un serveur proxy ou un circumventor tels que Psiphon.
Les pages Web en cache retournées par Google ou d'autres moteurs de recherche peuvent également contourner certains contrôles. Les services web de syndication peuvent offrir d'autres voies pour fournir du contenu. Parmi les plus mal conçus, ces programmes peuvent être fermées en tuant leurs processus: par exemple, dans Microsoft Windows par l'intermédiaire du Gestionnaire des tâches de Windows ou de Mac OS X en utilisant l'activité. De nombreuses solutions de contournement et de comptoirs de contenu, créateurs de logiciels de contrôle existent. Services Google sont souvent bloqués par les filtres, mais ceux-ci peuvent le plus souvent être contournés en utilisant https: / / au lieu de http://.
Beaucoup de filtres de contenu ont une option qui permet aux personnes autorisées de les contourner. Ceci est particulièrement utile dans des environnements où l'ordinateur est sous surveillance et le filtrage de contenu vigoureusement actif, entraînant le blocage des sites Web qui ont besoin d'être consulté.

## Le logiciel
Comme décrit ci-dessus, les nombreux logiciels de contrôle de contenu tout comme la notion même de logiciel de contrôle de contenu en général, particulièrement dans les services financés par le gouvernement ou ceux qui ne se limitent pas à restreindre l'accès des jeunes enfants, peuvent être controversés.
Beaucoup de fournisseurs d'accès à Internet offrent des options de contrôle parental, parmi lesquels Charter Communications, Earthlink, Yahoo, et AOL; et plus généralement des logiciels Antivirus tels que Norton ou BitDefender incluent le contrôle parental.
Des logiciels dédiés comme Parental Filter 2 proposent des options plus complètes pour la protection des enfants en filtrant non seulement Internet, mais aussi les Emails, MSN ou en protégeant les informations personnelles (carte bancaire, adresse, téléphone...).
Mac OS X v10.4 offre le contrôle parental dans plusieurs applications (Mail, Finder, iChat, Safari & Dictionary). Le système d'exploitation Microsoft Windows Vista comprend également un logiciel de contrôle de contenu.